# Село санатория «Восход»
Село санатория «Восход» — село в Жуковском районе Калужской области России, административный центр сельского поселения «Село Восход».  
Находится у берегов реки Протва, в селе — школа имени Вадима Шестаковского, муниципальный детский сад, администрация,  почта.

## Население
| 2002 | 2010  |
| ---- | ----- |
| 1278 | ↗1319 |

## Достопримечательности
Братская могила, похоронены зверски замученные фашистами подпольщицы связные Угодско-Заводского подпольного райкома ВКП(б) и партизанского отряда:
- Ерохина Клавдия Гавриловна (1923 – 17.11.1941), телефонистка почты деревни Чёрная Грязь, комсомолка
- Солонинкина Евдокия Васильевна (1903 – 17.11.1941), заведующая молочно-товарной фермой, коммунист. [4]

## Уроженцы
- Шестаковский, Вадим Юрьевич (1964-1985) — погиб в Афганистане